# Millettia xylocarpa
Millettia xylocarpa är en ärtväxtart som beskrevs av Friedrich Anton Wilhelm Miquel. Millettia xylocarpa ingår i släktet Millettia och familjen ärtväxter. Inga underarter finns listade i Catalogue of Life.

## Bildgalleri

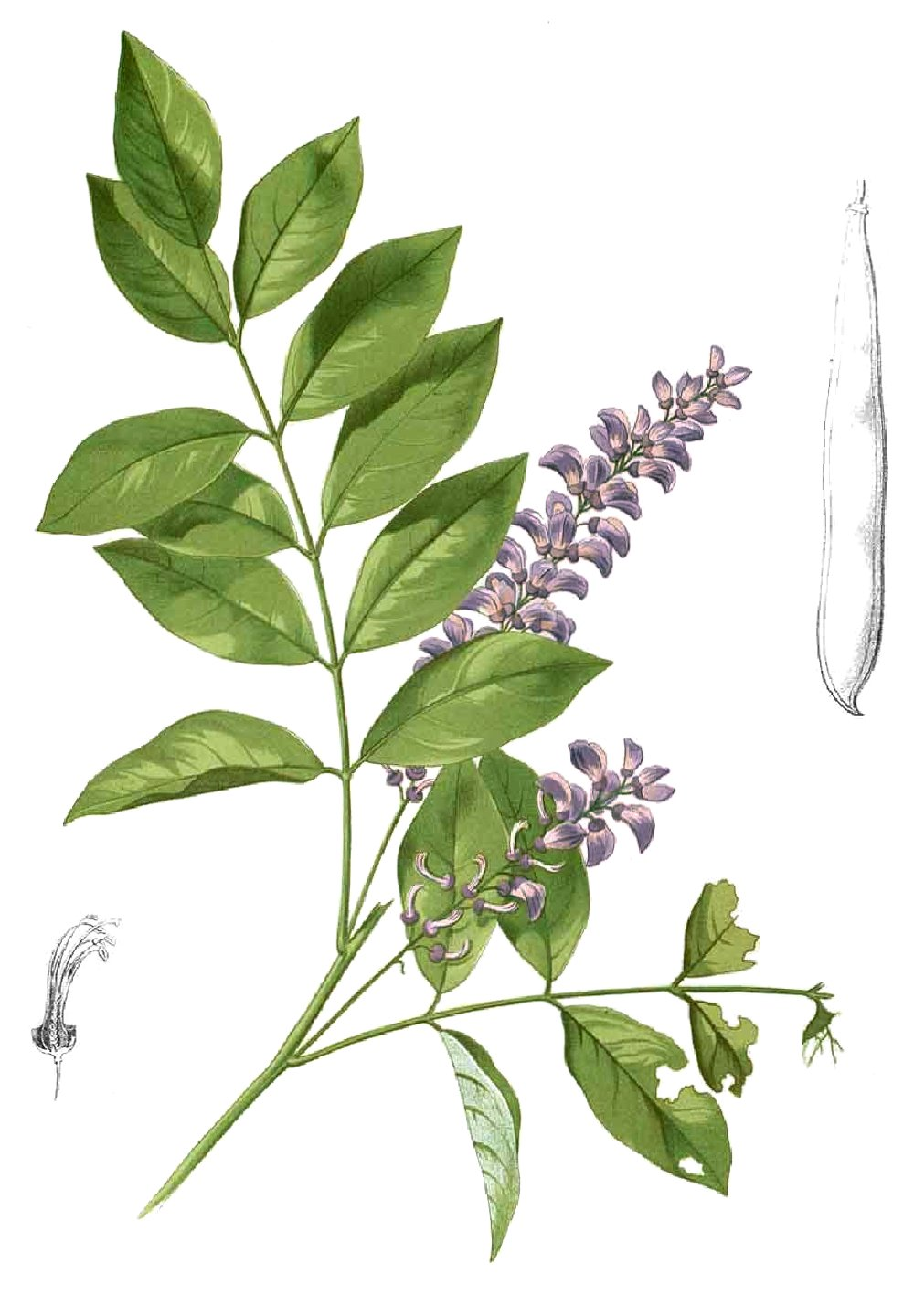
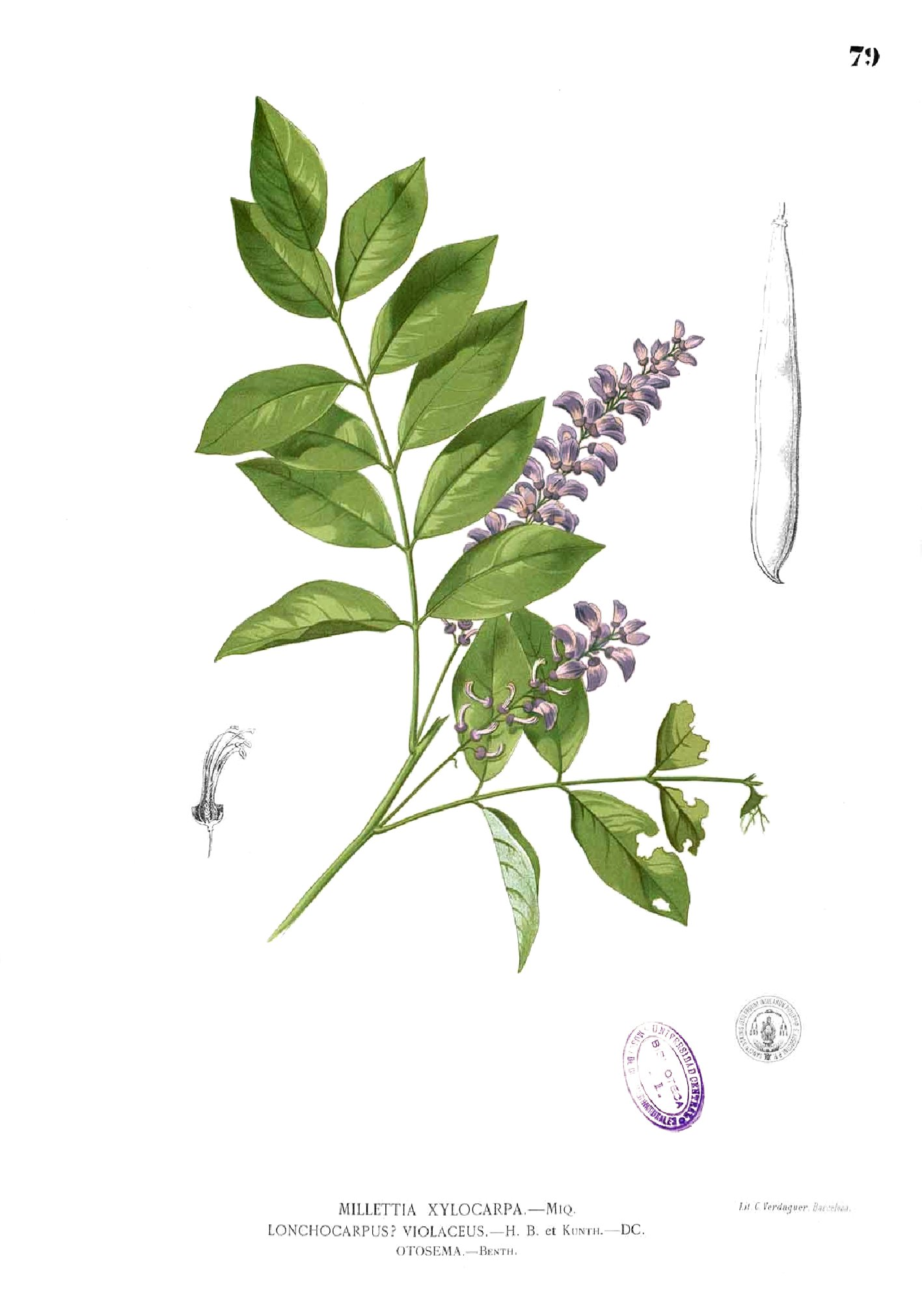